# Martinsville (Nouvelle-Galles du Sud)
Pour les articles homonymes, voir Martinsville.
Martinsville est une petite ville de Lake Macquarie en Nouvelle-Galles du Sud. La région a été colonisée par les Européens entre 1861 et 1866. L'école publique a ouvert ses portes en 1878, mais elle fut fermée et les élèves furent transférés à la Cooranbong Community School.

## Géographie
Les coordonnées de Martinsville sont 33° 03′ 21,04″ S, 151° 24′ 22,38″ E.
La ville est proche des Watagan Mountains.

## Référence
- (en) Cet article est partiellement ou en totalité issu de l’article de Wikipédia en anglais intitulé « Martinsville, New South Wales » (voir la liste des auteurs).